# Hárs József
Hárs József (Sopron, 1925. október 17. – Sopron, 2016. december 3.) helytörténész.
Apja, Hárs György építészmérnökként az Esterházy-hitbizomány központjában dolgozott az akkori Eszterházán (ma Fertőd). 1927-ben elköltöztek Sopronba, ahol haláláig élt és dolgozott.

## Élete
1943-ban érettségizett a Széchenyi István Gimnáziumban.
1956-ban nősült meg, felesége 1994-ben meghalt.
A II. világháború utolsó hónapjaiban a soproni építőiparosok munkaközösségében dolgozott. 1948-tól a tervezőirodában kapott munkalehetőséget. Innen 35 évi szolgálat után 1985-ben ment nyugdíjba.
A helytörténettel akkor került kapcsolatba, amikor 1955-ben a levéltárban megszervezték a város 1848-tól 1948-ig terjedő történetét feldolgozni hivatott bizottságot. Az Építőbank működésével és 1901-ben történt csődjével foglalkozó munkája volt az első, amely a Soproni Szemlében megjelent (1961). Több tanulmánya vagy rövidebb írása közül fontosabbak: az idegenforgalom történetével foglalkozó (négy részben, 1966—1967), a Sopront ért bombatámadások leírása eredeti amerikai források felhasználásával (1994 és 1995), a Soproni Ünnepi Hetek előzményeit tárgyaló dolgozatai (1984, 1985).
1974-től olvasószerkesztője a Soproni Szemlének, majd technikai szerkesztője, s az Alapítvány és a folyóirat titkára 1998-ig.
A nyolcvanas évektől kezdve részt vett különböző pályázatokon. Évről évre rendszeresen beadta pályamunkáit a Győr-Moson-Sopron megyei Szülőföldünk pályázatra, ahol többször kapott első díjat. A Fotóművészek Szövetségének megírta Sopron, illetve Sopron megye fotótörténetét, majd országos pályázaton a Fabricius család krónikájával (1980), Egy építészmérnök pályakezdését feldolgozó családtörténetével kapott elismerést.
Összesen 32 pályamunkája készült el főként Sopron helytörténete témában 1984-2016 között.
Az Irodalomtörténeti Társaság felvette tagjai sorába, és második díjjal jutalmazta a Magyar irodalmi művek fordításai a két világháború közötti Oedenburger Zeitungban c. munkájáért (megjelent a Soproni Szemlében 1988-ban).
A Néprajzi Múzeum pályázatán IV. díjat kapott a dr. Nagy Emilnek, Bethlen igazságügy-miniszterének deportálásából 1951—1953 között Kőtelekről írott leveleit tartalmazó munkájáért. Nagy Emil anyai nagyapja volt.
1993-ban megkapta a Sopron Kultúrájáért c. kitüntetést, 2002-ben pedig a Pro Urbe Sopron-díjat.
Alapító tagja volt a Soproni Helytörténészek Baráti Körének.
2001-től több könyvet is írt, illetve társszerzőként működött közre. Ezek közül fontosabbak a Fertőrákos - Száz magyar falu könyvesháza és a Soproni Olvasókönyv (válogatás a soproni német nyelvű sajtóból 1856–1921).
Az írásai nagy részét tartalmazza a Hárs József emlékére létrehozott honlap.
2010-ben megkapta a A Magyar Köztársasági Érdemrend lovagkeresztje kitüntetést.